# Papiro 104
O Papiro 104 ({\displaystyle {\mathfrak {P}}}104) é um antigo papiro do Novo Testamento que contém fragmentos do capítulo vinte e um do Evangelho de Mateus (21:34-37; 43 e 45).